# Pteronotus
Pteronotus is een geslacht van zoogdieren uit de familie van de plooilipvleermuizen (Mormoopidae). De wetenschappelijke naam van het geslacht werd in 1838 gepubliceerd door John Edward Gray.

## Soorten
Er worden 16 soorten in dit geslacht geplaatst:
- Pteronotus alitonus Pavan, Bobrowiec, & Percequillo, 2018
- Pteronotus davyi Gray, 1838 – Kleine kaalrugvleermuis
- Pteronotus fulvus (O. Thomas, 1892)
- Pteronotus fuscus (J. A. Allen, 1911)
- Pteronotus gymnonotus (J. A. Wagner, 1843)
- Pteronotus macleayii (J. E. Gray, 1839)
- Pteronotus mesoamericanus J. D. Smith, 1972
- Pteronotus mexicanus (G. S. Miller, 1902)
- Pteronotus paraguanensis Linares & Ojasti, 1974
- Pteronotus parnellii (Gray, 1843)
- Pteronotus personatus (J. A. Wagner, 1843) – Snorbaardvleermuis
- Pteronotus portoricensis (G. S. Miller, 1902)
- Pteronotus psilotis (Dobson, 1878)
- Pteronotus pusillus (G. M. Allen, 1917)
- Pteronotus quadridens (J. Gundlach, 1840)
- Pteronotus rubiginosus (J. A. Wagner, 1843)